# Taoying
Taoying är en ort i Kina. Den ligger i provinsen Guizhou, i den sydvästra delen av landet, omkring 270 kilometer nordost om provinshuvudstaden Guiyang. Antalet invånare är 478.